# Parry Sound
Parry Sound est une municipalité de l'Ontario (Canada).
Parry Sound est située à l'est de la baie Georgienne.

## Personnalité
La ville est le lieu de naissance de Bobby Orr, un des meilleurs défenseurs de l'histoire du hockey sur glace en Amérique du Nord.

## Démographie
| 2001  | 2006  | 2011  | 2016  |
| ----- | ----- | ----- | ----- |
| 6 124 | 5 818 | 6 191 | 6 408 |